# Česma (Banja Luka)
Pour les articles homonymes, voir Česma.

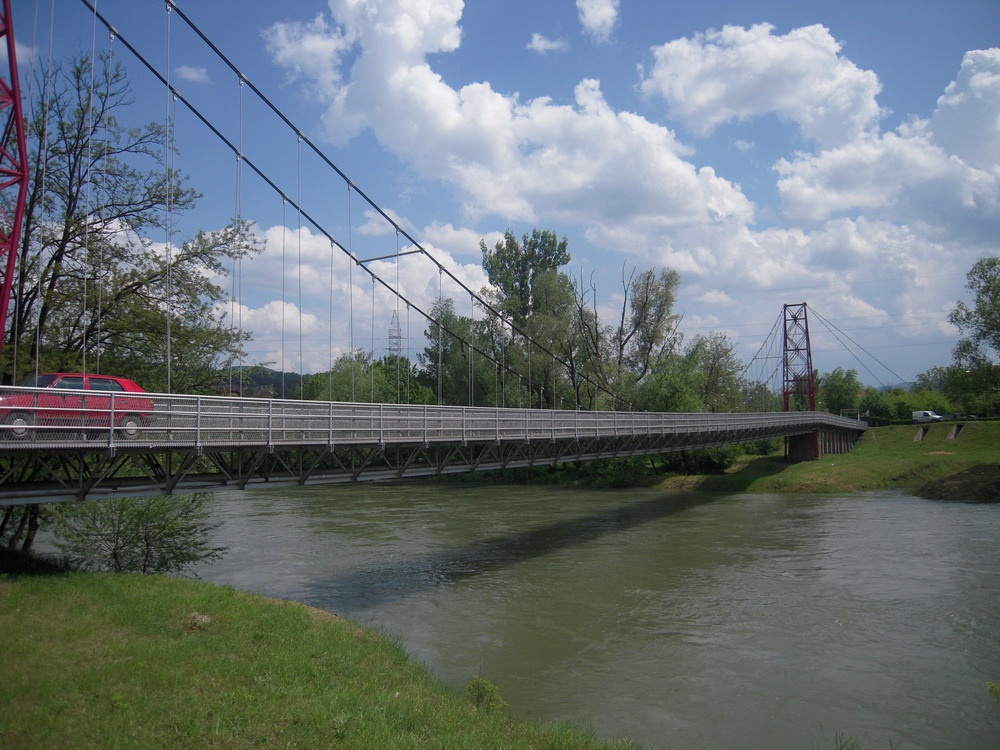
Pont sur le Vrbas à Česma

Česma (en serbe cyrillique : Чесма) est un faubourg et une communauté locale de Banja Luka, la capitale de la république serbe de Bosnie, Bosnie-Herzégovine. Au recensement de 1991, la communauté locale comptait 1 678 habitants, dont une majorité relative de Serbes.

## Localisation
Česma est située à l'est du centre de Banja Luka. La confluence des rivières Vrbas et Vrbanja s'effectue à l'ouest du quartier.

## Caractéristiques
L'église principale de Česma est l'église Saint-Luc. À l'ouest du faubourg se trouve l'usine agroalimentaire Vitaminka.